# Solanum luteoalbum
Solanum luteoalbum là loài thực vật có hoa trong họ Cà. Loài này được Pers. miêu tả khoa học đầu tiên năm 1805.